# Izba Reprezentantów (Południowa Afryka)
Izba Reprezentantów (ang. House of Representatives of South Africa, afr. Die Raad van Verteenwoordigers van Suid-Afrika) − nieistniejąca już izba południowoafrykańskiego parlamentu, funkcjonująca w latach 1984–1994.
Południowoafrykański, dwuizbowy parlament po reformach konstytucyjnych Pietera Botha z 1984 roku stał się trójizbowy. Reforma miała na celu nadanie pewnych praw wyborczych (czynnych i biernych) ludności kolorowej i azjatyckiej. Liczył 85 członków.
Po zniesieniu apartheidu w 1994 roku Izba Reprezentantów zlikwidowano, przywracając dwuizbowy system i likwidując podział rasowy w parlamencie.